# Den Saakaldte
Den Saakaldte är en norsk musikgrupp (black metal) som bildades 2004 av Mikael Sykelig tillsammans med medlemmar från 1349, Dødheimsgard och Shining. Gruppen har tagit sitt namn från en låt av det norska avant-garde metal-bandet Ved Buens Ende.
Bandet spelade sin första konsert på Inferno Metal Festival 2008. Debutalbumet Øl, mørke og depresjon utgavs i mars 2008. Sångaren Niklas Kvarforth lämnade bandet 2011 för att koncentrera sig på bandet Shining.

## Medlemmar
Nuvarande medlemmar
- Sykelig (Michael Siouzios) – gitarr (2006– )
- Tybalt (Daniel Theobald) – trummor (2012– )
- Vidar (Vidar Fineidet) – basgitarr (2016–2018), gitarr (2018– )
- Skoll (Hugh Stephen James Mingay) – basgitarr (2018– )
- Svik (Simon Peter Hovind) - sång (2022-)

Tidigare medlemmar
- Hellhammer (Jan Axel Blomberg) – trummor (2006–2007)
- S. Winter – trummor (2007–2008)
- Seidemann (Tor Risdal Stavenes) – basgitarr (2008–2016)
- Uruz (Jarle Byberg) – trummor (2008–2009)
- Honey Lucius (Ole Teigen) – keyboard, effekter (2008–2014)
- Niklas Kvarforth – sång (2008–2011)
- Kobro (Anders Kobro) – trummor (2009–2010)
- Tjalve (André Kvebek) – gitarr (2009–2018)
- Folkedal (Jørn Folkedal) – trummor (2010–2011)
- Øyvind Hægeland – sång (2011–2013)
- Eldur (Einar Thorberg Guðmundsson) – sång (2013–2015)
- Storm (Marius Trælstad) – sång (2015–2017)
- Xarim (Jan Fredrik Solheim) – sång (2018– 2022)

Turnerande medlemmar
- Vidar (Vidar Fineidet) – basgitarr (2016– )

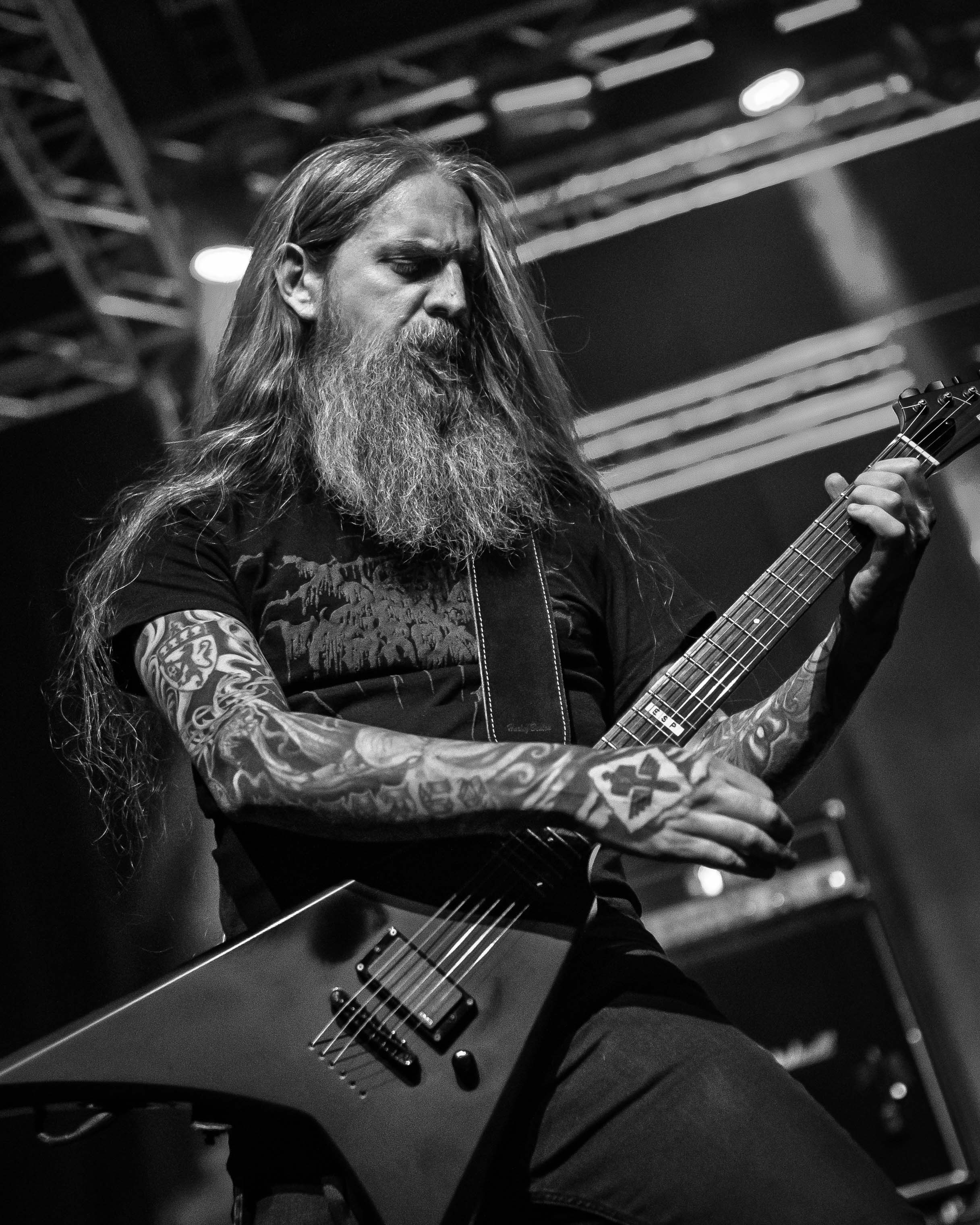
Michael «Sykelig» Siouzios (2024)
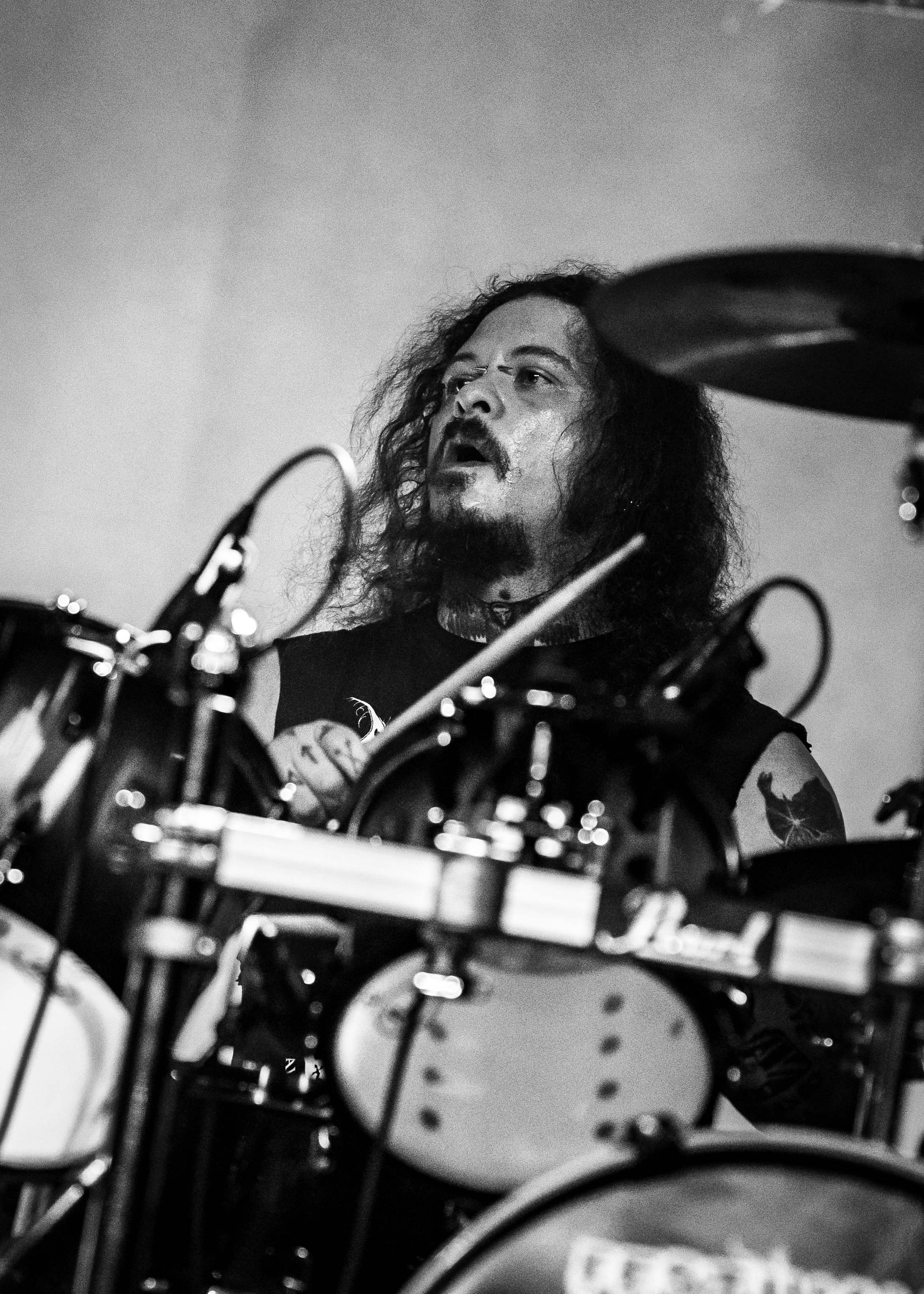
Daniel «Tybalt» Theobald (2024)
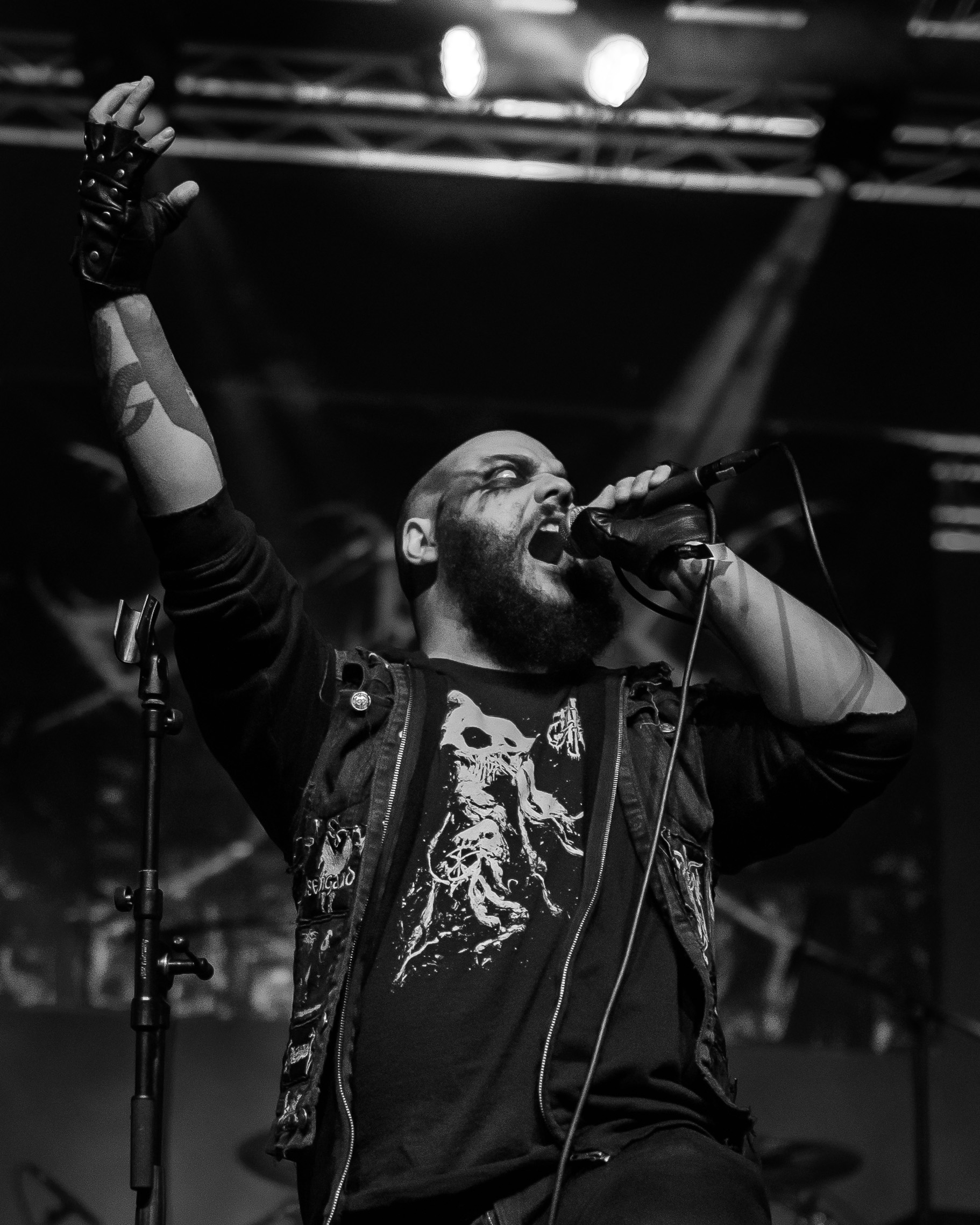
Simon Peter «Svik» Hovind (2024)
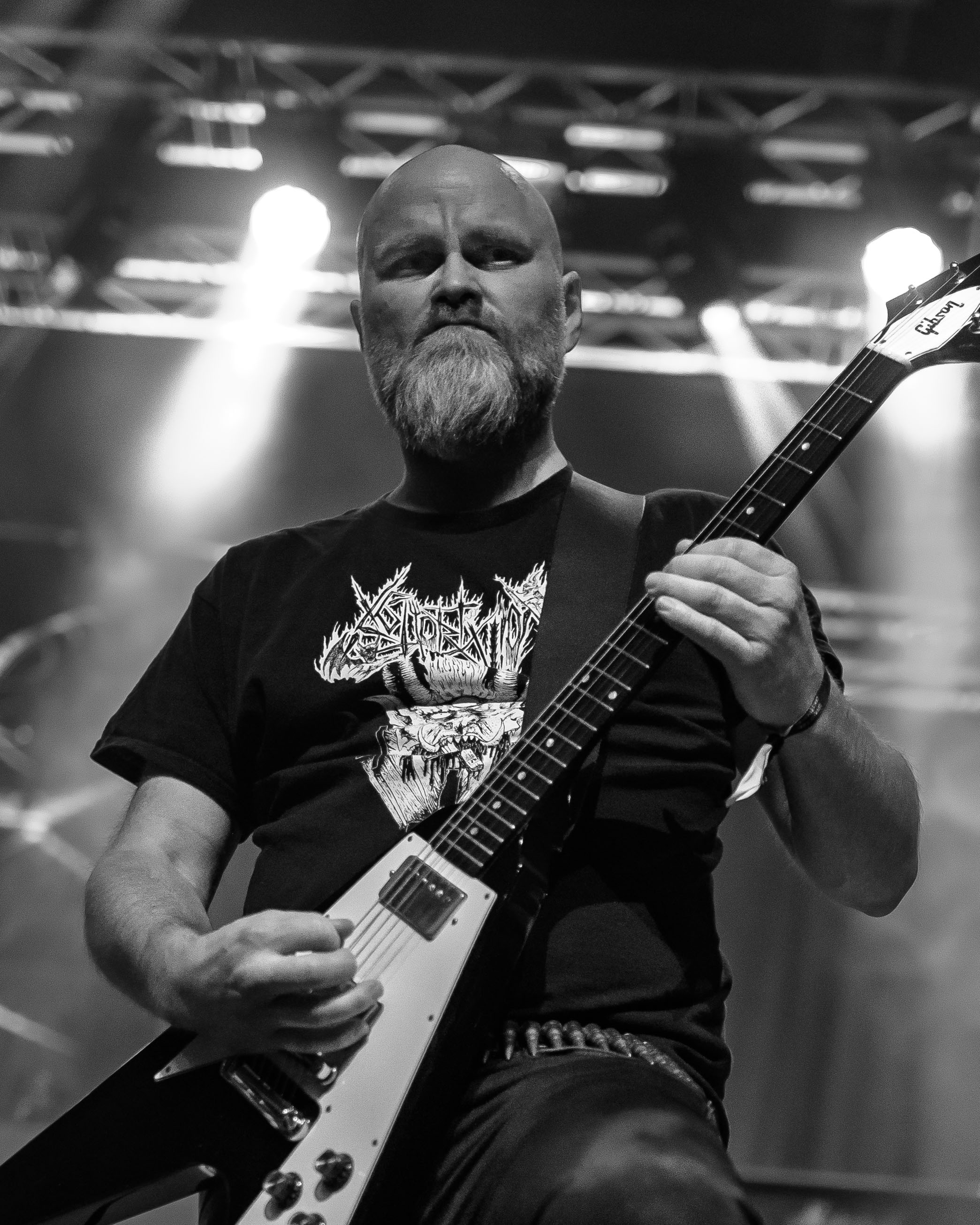
Vidar Fineidet (2024)

## Diskografi
Studioalbum
- 2008 – Øl, mørke og depresjon
- 2009 – All Hail Pessimism
- 2014 – Kapittel II: Faen i Helvete

Annat
- 2008 – "Ytterligare ett steg närmare total jävla utfrysning" / Drikke ens skål" (delad 7" vinyl: Shining / Den Saakaldte)
- 2014 – "Tuliseppele" / "Destinasjon helvete" (delad 7" vinyl: Horna / Den Saakaldte)
- 2015 – "Astrophobos" / "Den farløse" (delad 7" vinyl: Varathron / Den Saakaldte)
- 2015 – "Diabolicum Est" (delad 7" vinyl: Den Saakaldte / Principality of Hell)